# Georg Heinrich Pfeiffer
Georg Heinrich Pfeiffer (* 1662 in Hamburg; † 4. April 1734 in Braunschweig) war ein deutscher lutherischer Theologe und Bibliothekar. Von 1693 bis 1734 war er Pastor an der Braunschweiger Katharinenkirche. Bemerkenswert ist seine rund 5500 Bände zählende Privatbibliothek.

## Leben und Werk
Pfeiffer studierte Theologie an der Universität Wittenberg und ab 1685 an der Universität Leipzig. Nach Erlangung der Magisterwürde trat er ungefähr 1690 als Nachfolger Hermann von der Hardts das Amt eines Bibliothekars Herzog Rudolf Augusts von Braunschweig-Wolfenbüttel an. Als Bibliothekar war er in Braunschweig und in Hedwigsburg tätig. Auf seinen Reisen, die er als Reiseprediger in Begleitung des Herzogs oder allein unternahm, kaufte Pfeiffer Bücher zur Erweiterung der herzoglichen Bibliotheken. Im Jahre 1693 wurde er als Nachfolger Christian Ludwig Ermischs Pastor an der Braunschweiger Katharinenkirche. Er wurde Assessor des Geistlichen Gerichts und 1723 Senior des Geistlichen Ministeriums.
Pfeiffer übte als orthodoxer Lutheraner in seiner Amtszeit heftige und polemische Kritik an Katholiken und Reformierten. Dies führte wiederum zu gelegentlichen Verweisen durch den zum Katholizismus konvertierten Landesherrn Herzog Anton Ulrich, der Pfeiffer als „Wittenberger Gift“ titulierte. Von seinen Werken sind gedruckte Gelegenheitsgedichte und Predigten erhalten, die von einem derben Humor zeugen. Im Auftrag Herzog Rudolf Augusts führte Pfeiffer Lateinisch-Deutsche und Deutsch-Lateinische Übersetzungen durch.
Pfeiffer besaß eine besonders umfangreiche Privatbibliothek, die rund 5500 Bände, darunter 124 englischsprachige, zählte. Die Versteigerung der Bücher nach seinem Tod ist in einem 1735 erschienenen Auktionskatalog dokumentiert.
Er war verheiratet mit der Patriziertochter Maria Elisabeth von Anderten aus Hannover. Die Ehe blieb ohne Kinder.